# 黑鰭紹布亞口魚
黑鰭紹布亞口魚（學名：Thoburnia atripinnis），為輻鰭魚綱鯉形目亞口魚科的其中一種，為溫帶淡水魚，分布於北美洲美國肯塔基州與田納西州的Barren河流域，體長可達17公分，壽命可達4年，棲息岩石底質、流動快速的溪流底層水域，以昆蟲幼蟲為食，生活習性不明。